# ماري بيري
ماري بيري (بالإنجليزية: Mary Perry)‏ (3 يناير 1943 في الولايات المتحدة - 3 يونيو 2012) هي لاعبة كرة طائرة الولايات المتحدة. شاركت في الألعاب الأولمبية الصيفية 1968 والألعاب الأولمبية الصيفية 1964.

## وصلات خارجية
- ماري بيري على موقع أوليمبيديا (الإنجليزية)